# Dancouga — Super Beast Machine God
Dancouga — Super Beast Machine God (яп. 超獣機神ダンクーガ тё:дзю: кисин данку:га, также «God Bless The Machine Dancougar») — аниме-сериал в жанре «меха» из 38 серий, транслировавшийся с 4 апреля до 17 декабря 1985 года и созданный на студии Ashi Productions (также известной работой над Dorvack). Главными героями являются четыре солдата, защищающие Землю от инопланетного вторжения Империи Мугэ Зорбадос.
После окончания сериала было выпущено несколько OVA: в Juusenki Tai Songs были показаны музыкальные клипы на различные темы и песни из сериала; Requiem for Victims 1986 года содержала краткое резюме телесериала и свежую анимированную концовку; God Bless Dancouga 1987 года являлось сиквелом к сериалу; Blazing Epilogue 1989 года представляла собой новый сиквел. С марта 2007 года в Японии начал трансляцию аниме-сериал Dancouga Nova режиссёра Масами Обари (дизайнер мехов оригинального сериала), но с Dancouga — Super Beast Machine God его связывает лишь название и дизайн роботов, а сюжет более похож на третий сезон Gravion того же Обари.

## Роли озвучивали
- Кадзуки Яо — Синобу Фудзивара
- Юрико Ямамото — Сара Юки
- Сигэру Накахара — Масато Сикибу
- Канэто Сиодзава — Рё Сиба
- Хидэюки Танака — Алан Игор
- Норио Вакамото — Шапиро Китс
- Масару Икэда — Генерал Росс Игор
- Хироя Исимару — доктор Котаро Хадзуки
- Тэссё Гэнда — Герард
- Кодзо Сиоя — Крис
- Сюсэй Накамура — император Мугэ Зорбадос